# 西川久壽男
西川 久壽男 （にしかわ くすお、1908年 - 2008年）は、長野県の教育者、書家。雅号は秋象（しゅうしょう）。

## 来歴・人物
長野県生まれ。生家の西川豊後守藤原社家は「家学（かがく）」として、代々有職故実、太鼓・鼓・笛・和歌・書などに嗜んできた。
三重県伊勢市の旧制神宮皇學館附属中学（現皇學館中学校・高等学校）在学中から、書を尾上柴舟（書家・歌人、女子学習院《現学習院女子大学》教授）に師事し、18歳で院展入選、書家活動を開始。官立神宮皇学館大学歴史科卒業後、同政教学部卒業。
その間、尾上柴舟の紹介で京都大学・吉澤義則教授の研究室（国文学）に足繁く通い、教えを受ける。北京大学、台北大学などの講師を務める。
終戦後は、父（西川壽美恵）の隠居所である安曇野市三郷明盛の三柱神社に戻り、GHQ指令による長野県内の神社地調査・文化財調査などを担当し、神社庁設立に尽力し初代事務局を務めた。
長野県松本県ヶ丘高等学校教諭を17年務め、長野県木曽東高等学校（現長野県木曽青峰高等学校）分校長として赴任。定時制・通信制教育の充実などに務めた。その後、木曽東高校教頭、松本筑摩高校、白馬高校などを務めている。教え子には汲田克夫（大阪教育大学名誉教授、大阪工業大学教授）、玉村和彦（同志社大学名誉教授）などがいる。

## 主な書作品
- 「木曽福島関所跡」碑
- 太田水穂歌碑、中山晋平「一番星みつけた」歌碑
- 「早春賦」歌碑解説碑[3]
- 松本筑摩高校校歌碑
- 松本県ヶ丘高校校訓碑[4]
- 宗徳寺梵鐘
- 「城崎百人一首」板碑
- 穂高神社奥社（上高地）社号標

など

## 著書
- 『道祖の神と石神様たち』（穂高神社）
- 『穂高町の石造文化財』（共著）
- 『日本の文字いろは』（日本文化フォーラム）
- 『小倉百人一首への誘い』（「京都 西川家」総合文化研究所）